# Desmatodon steereanus
Desmatodon steereanus là một loài rêu trong họ Pottiaceae. Loài này được R.H. Zander & H.A. Crum mô tả khoa học đầu tiên năm 1977.